# Anfiteatro de El Djem
El anfiteatro de El Djem    , también llamado coliseo de Thysdrus, está situado en la ciudad de El Djem, en el vilayato de Mahdía, en Túnez, la antigua ciudad de Thysdrus ubicada en la entonces provincia romana de África. Es el mayor anfiteatro romano de África y el cuarto del mundo, después del Coliseo de Roma, el anfiteatro de Capua y el anfiteatro de Pozzuoli, y uno de los mejor conservados del norte de África. Es el monumento romano más conocido de Túnez y acoge cada año a unos 530 000 visitantes.
Fue construido en 238 d. C. por el procónsul Gordiano, bajo el reinado del emperador Maximino el Tracio. Reemplazó a dos edificios del mismo tipo, cuyo estudio ha permitido analizar el origen de estas grandes construcciones destinadas al ocio. Probablemente fue escenario de combates de gladiadores, carreras de carros y otros juegos de circo, en especial exhibiciones de fieras y representaciones de cacerías de animales.
Sus dimensiones son de 147.9 metros de largo y 122 metros de ancho, la arena interior es una elipse de 64.5 por 38.8 metros y tenía capacidad para unos 35 000 espectadores.
A pesar de que una parte de sus piedras se utilizaron para construir la ciudad de El Djem, aún se conserva en muy buen estado. Se cree que se mantuvo intacto hasta el siglo XVII y que a partir de 1695, de acuerdo con la tradición árabe, se comenzó a demoler la fachada exterior. Todavía se conservan los fosos de los leones y un sistema muy elaborado de canalizaciones y cisternas para la recogida del agua de lluvia.
A veces recibe el nombre de Ksar de la Kahena, por la princesa bereber Kahena, que en el siglo VII unió las tribus bereberes para frenar el avance de los invasores musulmanes. Vencida y perseguida, se refugió con sus seguidores en el anfiteatro, donde resistió durante cuatro años. Según la leyenda fue traicionada por su joven amante, que la apuñaló y envió su cabeza embalsamada al jefe del ejército árabe.
De acuerdo con el especialista Jean-Claude Golvin el edificio constituye, junto con otros ejemplos, el apogeo de este tipo de monumentos, «al final de una evolución arquitectónica que se extiende a lo largo de casi cuatro siglos». Sin embargo, según el arqueólogo e historiador Hédi Slim la situación de Thysdrus, con sus tres anfiteatros estudiados con métodos científicos, «parece única en el mundo».
El anfiteatro fue declarado Patrimonio de la Humanidad por la Unesco en 1979.

## Historia

### Edificios precedentes

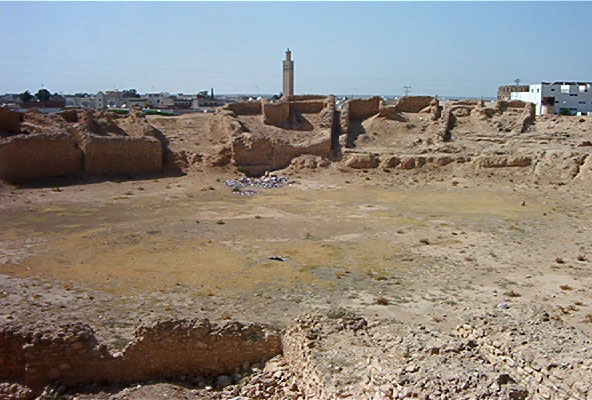
Vista general de la arena del emplazamiento de los antiguos anfiteatros.

El anfiteatro actual es el tercer edificio de espectáculos construido en Thysdrus, una ciudad que fue próspera gracias al desarrollo de la olivicultura y al comercio. Es el mejor construido y conservado de todos, con una gran cantidad de vestigios que han permitido a los especialistas estudiar su evolución a lo largo del tiempo. El segundo anfiteatro, cuya existencia había sido ya intuida por Charles Tissot, fue excavado en la década de 1960, mientras que el primero fue sacado a la luz gracias a las campañas dirigidas por Hédi Slim a partir de 1973.
El primer edificio tenía una capacidad de 6000 espectadores y fue calificado como «rudimentario»,«embrionario» o «muy antiguo». Jean-Claude Golvin dató su origen en el siglo I, aunque habría sido abandonado a finales del mismo. Debió por lo tanto haber estado cerca de los edificios de la época republicana, los cuales se ubicaron adaptándose a la configuración del terreno. En efecto, el lugar escogido para su construcción, que había albergado sepulturas en la época prerromana, es el único relieve natural de la zona adecuado para levantar una edificación. El anfiteatro fue tallado en una colina de travertino sin el empleo de albañilería y con formas irregulares. Las gradas, en número limitado, fueron esculpidas en la roca y la cávea fue excavada. La arena tenía unas dimensiones de 49 metros de largo por 40 de ancho. Parece ser que el graderío se erosionó con bastante rapidez y fue reparado con ladrillos de barro sin cocer. La aparición del edificio pudo estar relacionada con el asentamiento en la ciudad de una comunidad italiana aficionada a los espectáculos, quizás de origen campano o etrusco, siendo ambas regiones el origen de los juegos en los anfiteatros.

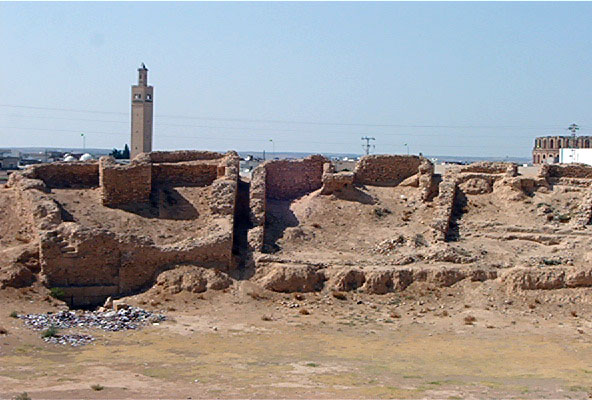
Detalle de los restos del graderío compartimentado del segundo anfiteatro.

El segundo edificio, que tenía una estructura maciza en sus líneas generales, se construyó a finales del siglo I o en el siglo II sobre la misma colina que su predecesor. Su contorno era más elíptico debido a un terraplén existente en la arena y al graderío del anfiteatro anterior. El terraplenado de la arena, de 2.50 metros de altura, permitió regularizar su forma. Las gradas tenían una capacidad total de 7000 espectadores. Eran de tamaño irregular y estaban delimitadas por compartimentos realizados con ladrillo, separadas por espacios a modo de corredor. Parece que hubo un total de 24 compartimentos, de los cuales se mantienen 16 en diverso estado de conservación. La arena tenía 60 metros de largo por 40 de ancho, siendo las dimensiones totales del edificio de 92 por 72 metros. Golvin describe también un palco y una capilla situados en el eje oeste. La construcción carecía de un aspecto estético, aunque sus importantes mejoras técnicas la hicieron más funcional.
Durante la época de la dinastía Severa, a principios del siglo III, la ciudad experimentó un gran crecimiento, debido a un floreciente comercio del aceite de oliva y del trigo y favorecido por su situación como cruce de rutas comerciales. El segundo anfiteatro se quedó insuficiente y se reemplazó por el edificio actual, más importante, construido sobre un terreno llano. Este modo de proceder se repitió en otras ciudades como Cartago, Nimes o Roma.
La construcción del anfiteatro estaría ligada a una manifestación de evergetismo de la élite de la ciudad. Sin embargo, para Hédi Slim su coste contrasta con la ausencia de restos epigráficos asociados con un evergetismo local, relacionado principalmente con la organización de los juegos. La edificación en una época posterior en el tiempo implicó una corrección en los problemas ocasionados por las edificaciones precedentes más allá de la funcionalidad, innovaciones que constituyeron asimismo un factor de longevidad.

### Datación controvertida
El anfiteatro, aunque figura entre los mejor conservados de su tipología, ha sido escasamente estudiado. Las investigaciones más recientes del monumento no han revelado ninguna inscripción que permita datar su construcción. Asimismo, las últimas excavaciones arqueológicas no han sacado a la luz ningún elemento en concreto, a excepción de unas vasijas de un tipo de cerámica fechada en la primera mitad del siglo III. Se ha considerado, de forma incierta (puesto que no ha sido corroborada por ningún elemento tangible), que el edificio habría sido construido en 238 d. C., el año de la Revolución contra el poder de Roma, o bajo el proconsulado de Gordiano, coronado emperador romano en abril del mismo año. Se estima generalmente como fecha de construcción entre 230 y 250, durante el periodo de la anarquía militar, aunque algunos estudios antiguos la han retrasado al reinado de la dinastía Antonina, es decir, a finales del Imperio.
Sin embargo, el coste de la construcción en piedra tallada, así como la necesidad de un mayor número de asientos parece que situarían su construcción durante el apogeo de la ciudad, a finales del siglo II o inicios del siglo III, bajo la dinastía Severa. Alexandre Lézine, apoyado por Golvin, propuso un rango de datación más limitado, entre 230 y 238, quedando inconcluso a causa de los acontecimientos ocurridos en este último año. Por su parte, Hédi Slim cree que la obra fue finalizada.

### Del final de la Edad Antigua a la Edad Media

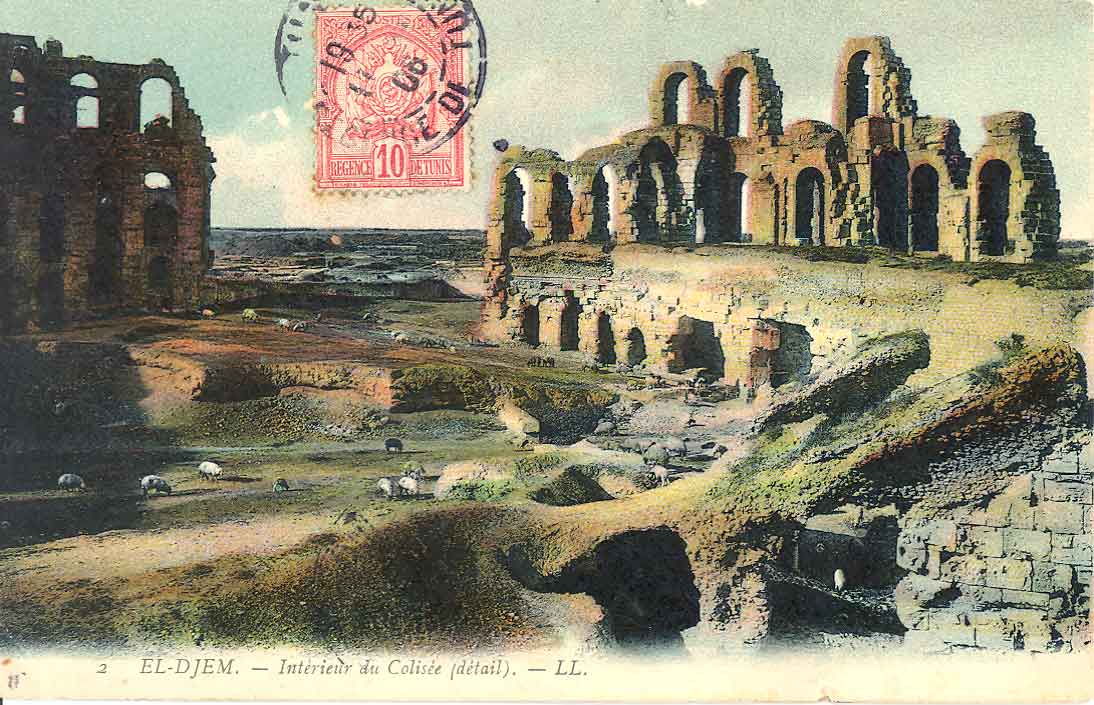
Tarjeta postal que muestra el anfiteatro hacia 1900 con los grandes terraplenes que rellenaban el interior del monumento.

A pesar de que la ciudad fue sustituida poco a poco por Sufétula como capital económica de la región y que las rutas comerciales se fueron desviando de la localidad, Thysdrus continuó desempeñando un papel militar a raíz de la transformación del anfiteatro en fortaleza. Las excavaciones arqueológicas han fechado el abandono del edificio en la segunda mitad del siglo V, siendo la duración aproximada de su actividad de dos siglos.

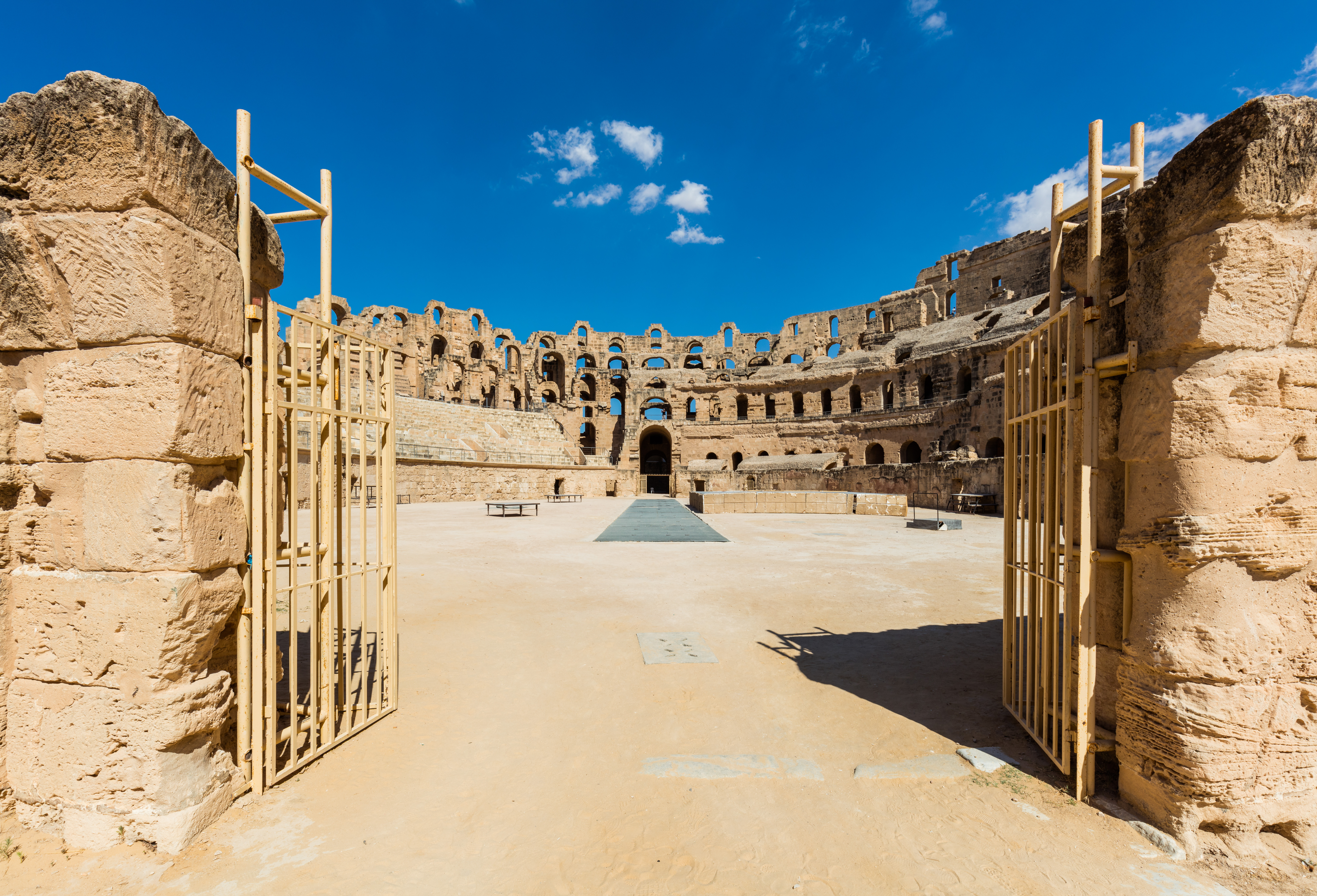
Entrada al recinto.

A partir de la época bizantina el anfiteatro se convirtió en fortificación y lugar de refugio, como quedó probado tras la derrota bizantina en la batalla de Sufétula en 647 contra las tropas árabes. La transformación consistió en el cegado de las arcadas situadas en la planta baja y la construcción de otras instalaciones, entre las que se encontraba una torre hallada en recientes excavaciones. El monumento es en ocasiones denominado el ksar de la Kahena, en honor a una princesa bereber del siglo VII que reunió a las tribus para frenar el avance de los invasores musulmanes. Vencida y acorralada, se refugió con sus seguidores en el anfiteatro, donde resistió durante cuatro años. Según la leyenda fue traicionada por su joven amante, quien la apuñaló y envió su cabeza embalsamada al jefe del ejército árabe. El edificio fue citado por Abu Abdullah al-Bakri en el siglo XI y por Tijani, donde se da a entender que ofrecía una protección eficaz, lo cual es incompatible con un estado en ruinas.
La desaparición del graderío y de los elementos de la última planta habría sido por lo tanto posterior y progresiva. La ruina del monumento trajo consigo un considerable depósito de escombros, de una altura variable entre 1.50 a tres o cuatro metros.

### Edad Moderna y Edad Contemporánea

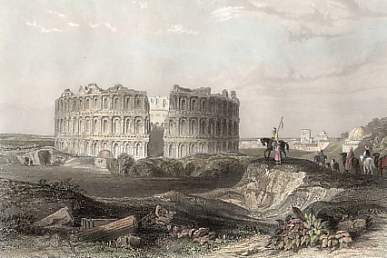
El edificio representado en un grabado de 1843 que ilustra la visión romántica percibida durante mucho tiempo por los visitantes del monumento.

A pesar de la destrucción parcial debido al uso de sus piedras para la construcción de la ciudad de El Djem, el tercer anfiteatro se conserva en condiciones excepcionales y se cree que permaneció completo hasta el siglo XVII. El viajero Victor Guérin relata que «hacia 1695, según la tradición árabe, se comenzó a demoler la fachada exterior, que hasta entonces se mantenía casi intacta».

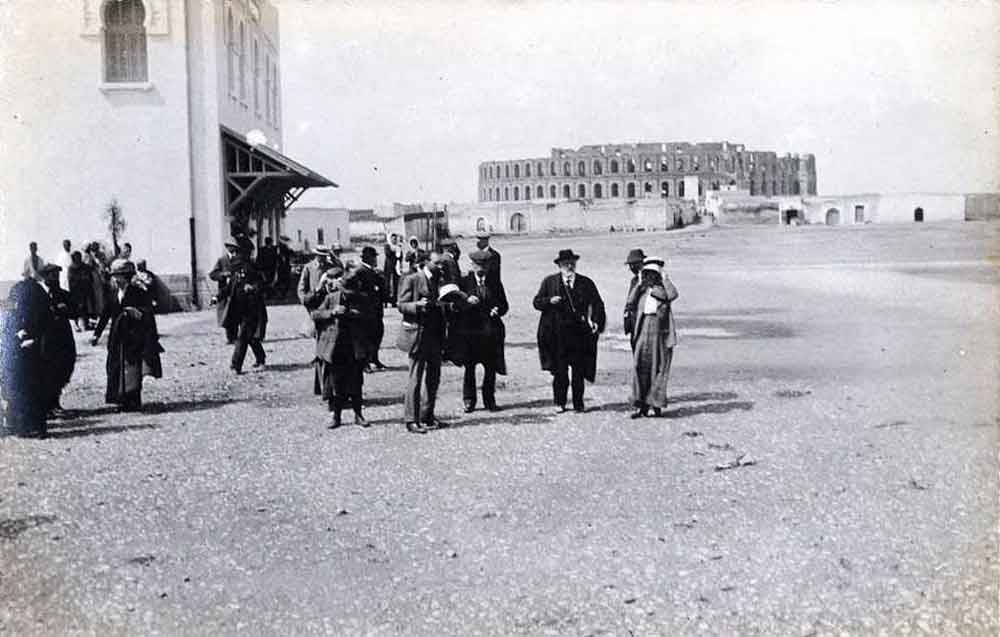
Viajeros visitando el anfiteatro hacia 1910.

Por estas fechas, el bey de Túnez reprimió una revuelta de origen fiscal. Sus cañones abrieron varios boquetes en el edificio para impedir que el lugar sirviera de refugio a la población local. Sin embargo, el sitio continuó siendo utilizado con este fin hasta mediados del siglo XIX durante una última rebelión. A raíz de los numerosos deterioros en el edificio los habitantes fueron extrayendo enormes cantidades de material de las ruinas.
El área recibió visitas desde el siglo XVII y sobre todo en el siglo XIX, intensificadas tras la puesta en marcha de una protección de los restos arqueológicos. Durante la primera mitad del siglo XX se acometieron diversas restauraciones en la parte de la fachada destruida, así como la excavación de la arena y de los espacios subterráneos. El turismo se ha desarrollado durante el siglo XX hasta llegar a unos 530 000 visitantes al año en 2008, lo cual convierte al anfiteatro en el segundo lugar más visitado de Túnez.

### Restauración

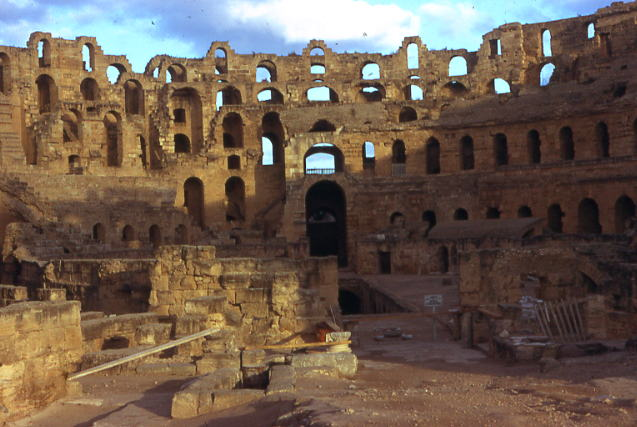
Vista del edificio en 1975, poco tiempo después del inicio de la campaña de estudio y restauración del monumento, dirigida por el Instituto nacional del patrimonio de Túnez (INAA).

El anfiteatro fue declarado Patrimonio de la Humanidad por la Unesco en 1979. El distinto estado de conservación de los diferentes materiales de construcción, así como la caída de piedras incluso de las bóvedas hicieron necesaria una campaña de consolidación y rehabilitación, financiada por el gobierno tunecino y una fundación privada. La estabilización evitó nuevos derrumbes al tiempo que se sustituyeron las áreas irremediablemente deterioradas. La restauración, realizada con los materiales retirados al despejar los terraplenes demolidos, tuvo como finalidad la protección del monumento y la mejora de la visita de forma más pedagógica. La restitución de las bóvedas y escaleras facilitó la accesibilidad al anfiteatro.

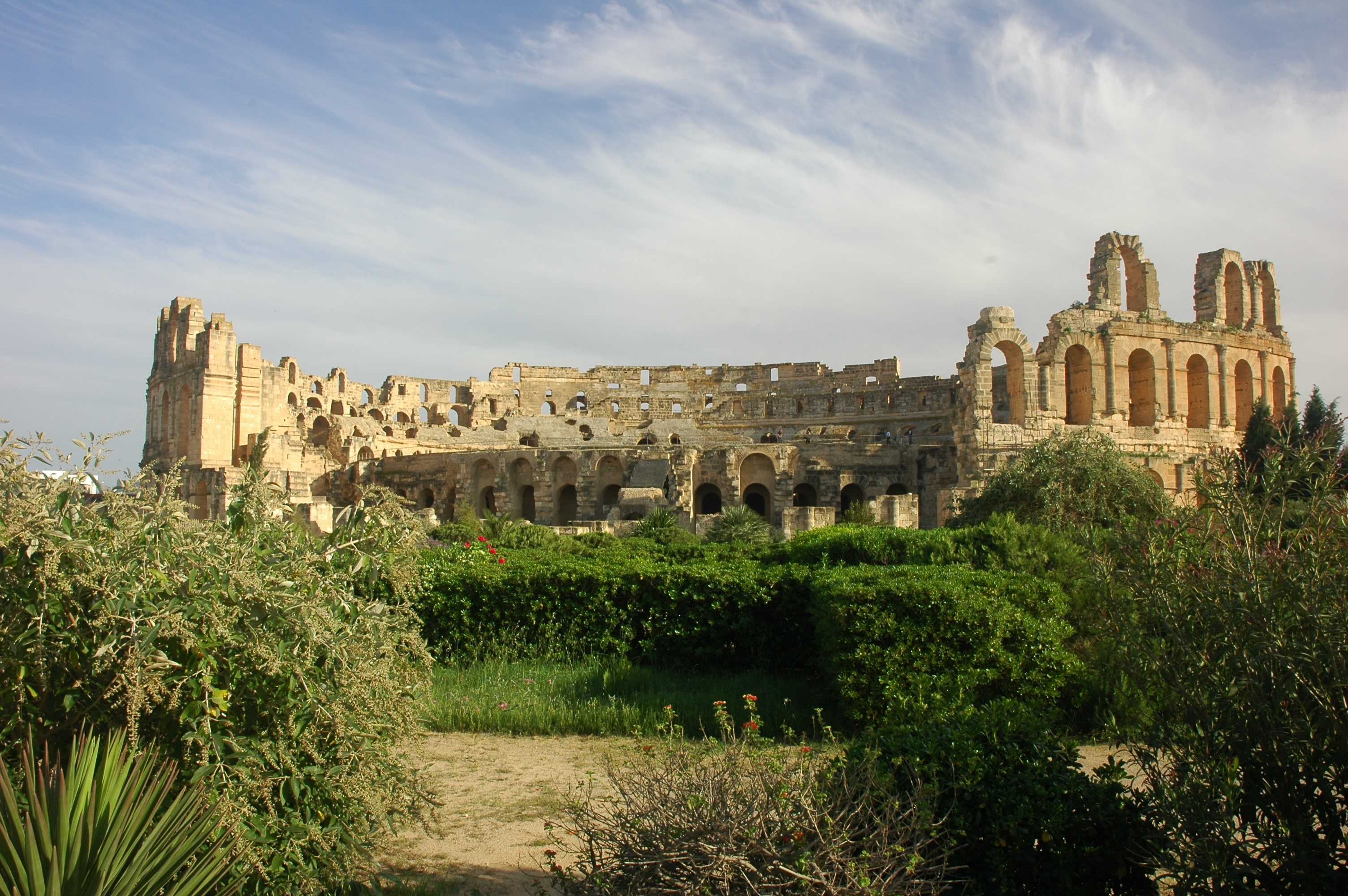
Vista hacia el anfiteatro desde el entorno ajardinado.

La renovación del graderío con capacidad para 500 espectadores permitió además «contribuir al restablecimiento cultural del edificio» según Hédi Slim. Los trabajos de reconstrucción de los pilares ayudaron también a reconstituir la forma elíptica de la construcción. Asimismo, la campaña permitió completar el conocimiento del monumento, en especial el sistema de recuperación de las aguas pluviales y la cimentación. Por otra parte, se sacaron a la luz numerosos fragmentos de gradas de la arena.
Dada la diferencia de cota entre la ciudad contemporánea y el edificio, su entorno cercano fue acondicionado con elementos vegetales y minerales para igualar el desnivel. Gracias a su buena acústica y a las restauraciones realizadas, el anfiteatro acoge cada verano desde 1985 el Festival internacional de música sinfónica de El Djem.

## Arquitectura

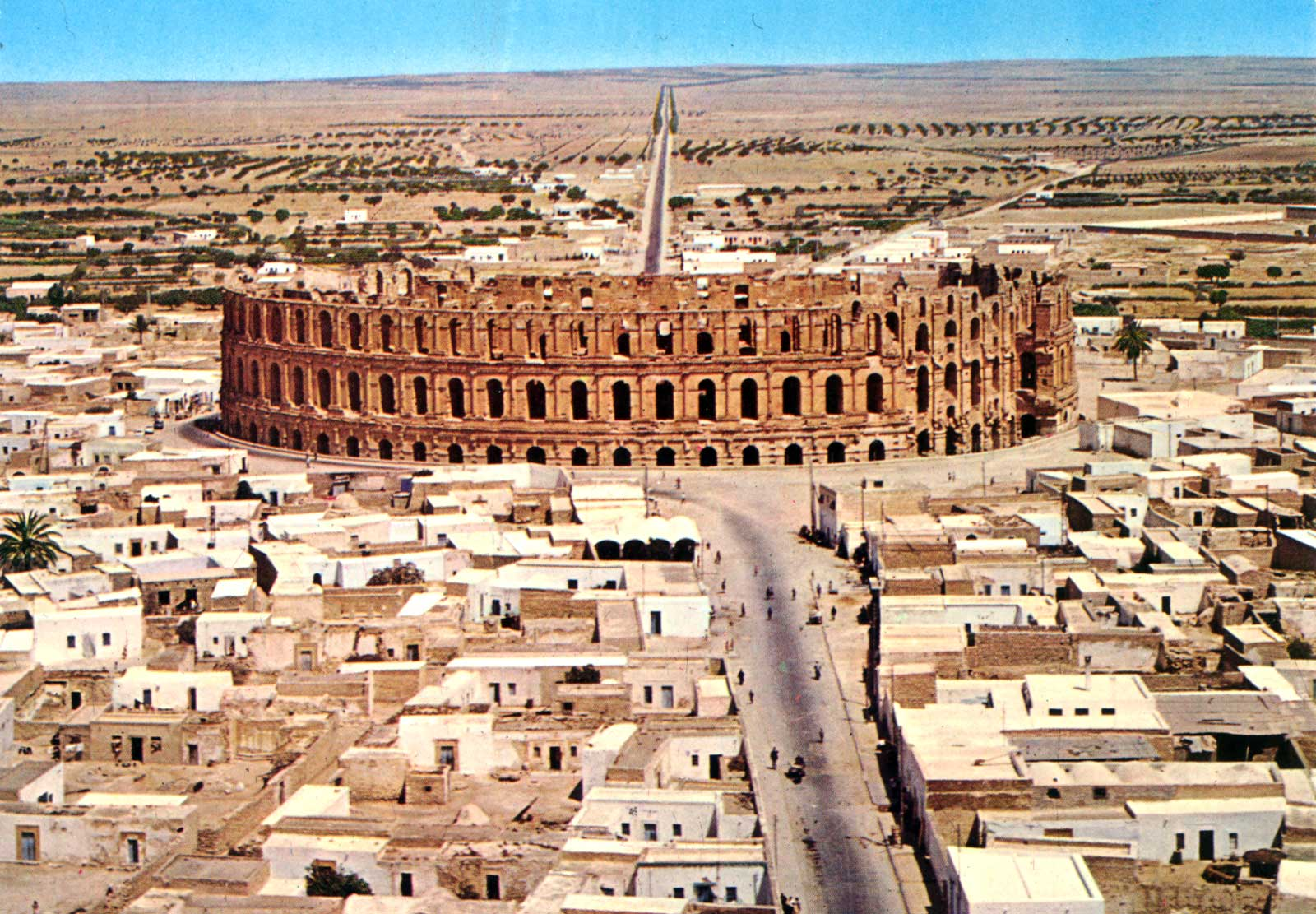
Vista aérea del anfiteatro hacia 1960, donde sobresale claramente de las construcciones cercanas y del paisaje.

El anfiteatro de El Djem está ubicado en un terreno llano situado al norte de la ciudad antigua. El edificio impresiona no solo por su aspecto macizo sino por la belleza de la pátina de sus muros, así como por su situación «en mitad de la inmensidad esteparia más o menos desnuda», en palabras de Hédi Slim.
Debido a que esta región de Túnez carece de roca caliza, los muros y los soportes del gran anfiteatro fueron construidos con piedra arenisca dunaria, un material fácil de tallar proveniente de las canteras de la costa de Rejiche-Salakta, situadas a una treintena de kilómetros al este El Djem. El edificio es el único en el mundo romano construido con sillares y el único de la ciudad realizado con este material, un hecho que otorga un prestigio simbólico al monumento. El material, de color blanco en el momento de ser extraído, se volvió ocre con el tiempo.
Sin embargo, la roca empleada es poco resistente a la erosión y al desgaste. Esta fragilidad de la piedra explicaría, según Golvin, el espesor de los muros y por lo tanto el carácter macizo del edificio. Las excavaciones en los cimientos han podido determinar que el lugar fue utilizado para tallar in situ gran parte de sus elementos, en especial los decorativos. La precisión en el tallado de los bloques permitió variaciones estéticas, en particular de las dovelas, que aquí forman un ángulo hacia adentro, mientras que por lo general suelen tener un ángulo saliente.
A pesar de los elementos decorativos inacabados, las huellas de una restauración antigua indican que el monumento fue utilizado. Las bóvedas se construyeron con mampuestos y no con ladrillos, material que se empleaba generalmente en este tipo de edificaciones. Estas particularidades en el modo de construcción clasifican al edificio como un ejemplo específicamente africano.

### Dimensiones

Planta baja y sección del anfiteatro.

La forma general del edificio es una elipse cuyos ejes miden 148 y 122 metros. Los ejes de la arena miden respectivamente 65 y 39 metros, su perímetro es de 427 metros y su altura alcanza los 36 metros.
La unidad de medida utilizada por los constructores fue el codo púnico, equivalente a unos 50 centímetros de longitud, que era «preferida en general por los albañiles locales al pie romano». La capacidad inicial se estima según Ammar Mahjoubi en unos 27 000 asientos, o bien entre 27 000 y 30 000 según Hédi Slim. Por su parte, Govin calcula un aforo de unos 45 000 espectadores.
La capacidad del anfiteatro ha hecho considerarlo como el cuarto más grande de la Antigua Roma, después del Coliseo, el anfiteatro de Capua y el de Pozzuoli, y junto con los de Verona y Cartago. La importancia del edificio se explica en parte por el hecho que Thysdrus era la sede donde se celebraban los conventus, y por lo tanto era susceptible de recibir a una población numerosa cuando el gobernador acudía a las reuniones.

### Exterior
La fachada consta de un total de 64 arcadas distribuidas en tres plantas, la primera y la tercera decoradas con capiteles de orden corintio y la segunda con un orden compuesto. Esta disposición es una particularidad propia del edificio africano y distinta a la del Coliseo de Roma, en el cual los órdenes se suceden de forma diferente (dórico, jónico y corintio). La escasa resistencia de los materiales de construcción obligó a levantar un muro de 4.56 metros de espesor, lo cual contribuye al aspecto macizo que presenta el monumento.

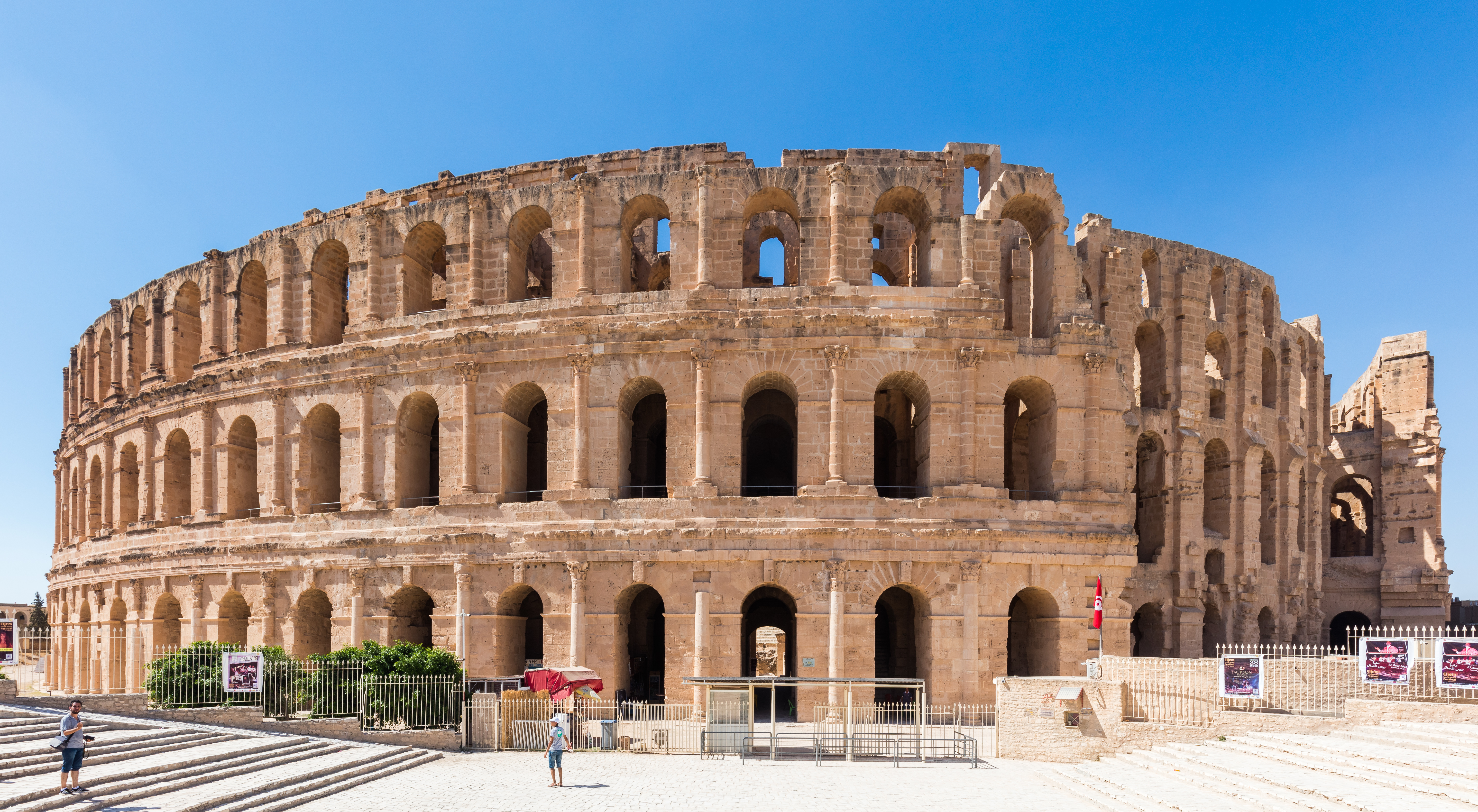
Vista exterior del anfiteatro con los tres niveles de galerías y los dos órdenes empleados.

El anfiteatro de El Djem es uno de los dos únicos ejemplos, junto con el Coliseo, que todavía conserva una fachada intacta con tres niveles de galerías, pese a que carece de ático. Esta última planta se perdió, pero debió de ser similar al último nivel del Coliseo, con una parte maciza y numerosos elementos decorativos, entre ellos pilastras. Las investigaciones no han descubierto la existencia de ningún velarium, aunque Golvin considera probable que el edificio lo tuviera dado que el lugar tiene un clima caluroso.
La disminución del tamaño del podio y el aumento de la pendiente de las gradas permitieron reducir los ángulos muertos. El espesor de los muros y pilares y el escaso voladizo de los entablamentos contribuyen a esta imagen de solidez, con un predominio del macizo frente al hueco en fachada, al contrario que en el Coliseo, donde esta proporción se invierte. Este rasgo dominante queda acentuado por el uso de un aparejo de grandes dimensiones en su construcción.

### Interior

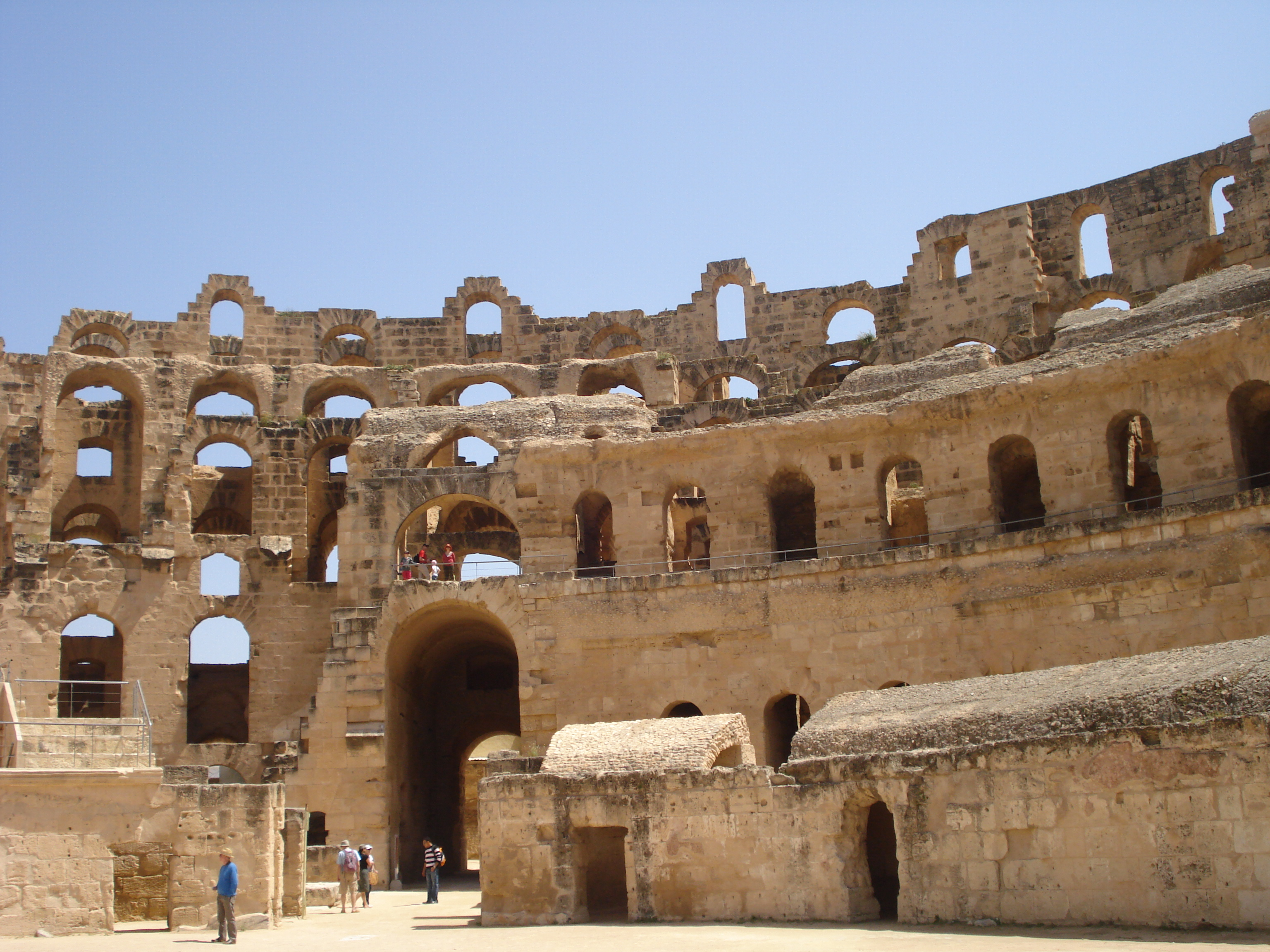
Vista del anfiteatro desde la arena, en la dirección de uno de los ejes principales. Se observa el podio perforado con puertas que separan el espacio de los espectadores de la arena.

La cávea está dividida en tres partes. La más próxima a la arena está separada del graderío por un podio de 3.50 metros de altura y 90 centímetros de anchura, construido con un aparejo de grandes sillares dispuestos en siete filas y una decoración geométrica pintada imitando al mármol. En la zona delantera discurre un corredor de servicio en forma de anillo que comunica con la arena a través de seis puertas. Las gradas de piedra de la cávea son los elementos que más han sufrido el paso del tiempo, aunque todavía se conservaban en buen estado en el siglo XI cuando las describió Al-Bakri. Medían unos cuarenta centímetros de altura por sesenta centímetros de anchura.
En el eje principal del monumento se descubrieron una serie de cuatro piezas en forma de trapecio y un suelo de mosaico adornado con motivos de rombos y tracería que fueron identificados como lugares de culto. Albergaban nichos con estatuas destinadas al culto de divinidades no determinadas. Algunos autores consideran que probablemente estarían relacionadas con las sodalidades locales. Una de las piezas fue reconocida como perteneciente al culto imperial de la Antigua Roma.
La distribución interior, incluidas las zonas de acceso y evacuación, parece haber sido elaborada en el lugar, al contrario que en otros monumentos del mismo tipo.

### Arena y zona subterránea

Planta y sección del sótano del anfiteatro.

La arena y sus zonas anexas se han preservado en muy buenas condiciones. La primera aún mantiene el muro del podio, de 3.50 metros de altura. Las dos puertas principales, de 4.50 metros de anchura y que todavía conservan el umbral, permitían el acceso a la arena de los protagonistas del espectáculo.
En la mayoría de los anfiteatros, los animales se alojaban bajo el podio y posteriormente en el subsuelo excavado en la arena. A diferencia de ellos, el plano original de El Djem había previsto la distribución subterránea como una parte integrante del edificio. Se proyectaron dos galerías de 3.90 metros de profundidad que se cruzaban en un ángulo recto. El eje menor, de siete metros de anchura, tenía unas escaleras en sus extremos para subir al nivel de la planta baja. Asimismo, dos aberturas permitían izar la jaula de los felinos con la ayuda de tornos. Estos montacargas se empleaban también en la puesta en escena de los espectáculos, en los cuales la aparición de los animales provocaba la sorpresa de los espectadores.
La segunda galería era de mayor anchura y estaba compuesta por ocho celdas a cada lado, donde se depositaban las jaulas de los animales y los cadáveres de los gladiadores muertos. La ventilación e iluminación se producía a través de una abertura en la parte central, a la cual se accedía por unas rampas de suave pendiente. Estaban cubiertas por un suelo que se podía desmontar durante el periodo de los juegos. También había un pozo que suministraba el agua necesaria al edificio, especialmente en las estancias subterráneas. En general, el anfiteatro de El Djem es uno de los mejor estudiados en lo que respecta a la facilidad de circulación y de acceso directo al graderío por las escaleras integradas en las subestructuras, las cuales constituían una excelente solución a la función que desempeñaban.
El sistema de recuperación y canalización de las aguas pluviales era muy elaborado y todavía es visible en el monumento, así como las cisternas para la acometida de agua al edificio y al resto de la ciudad. La lluvia que discurría por las gradas iba a parar a un canal colector, que tenía espacios de registro a intervalos regulares. Los depósitos de almacenamiento de agua estaban situados a unos cien metros del anfiteatro.

Vista general de la arena. Bajo la parte superior del graderío restaurado se aprecia la entrada al corredor de servicio.
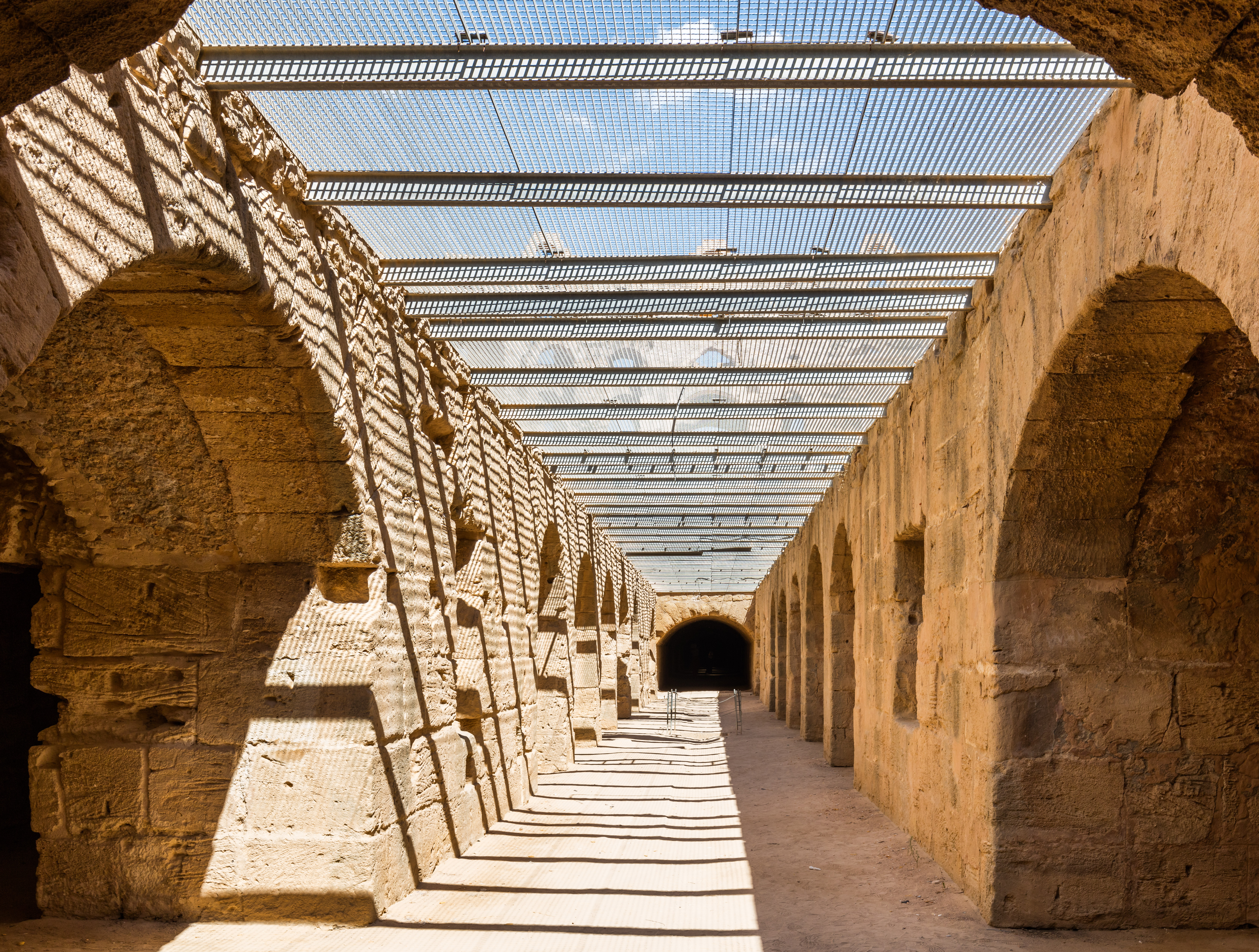
Vista de la galería con las celdas
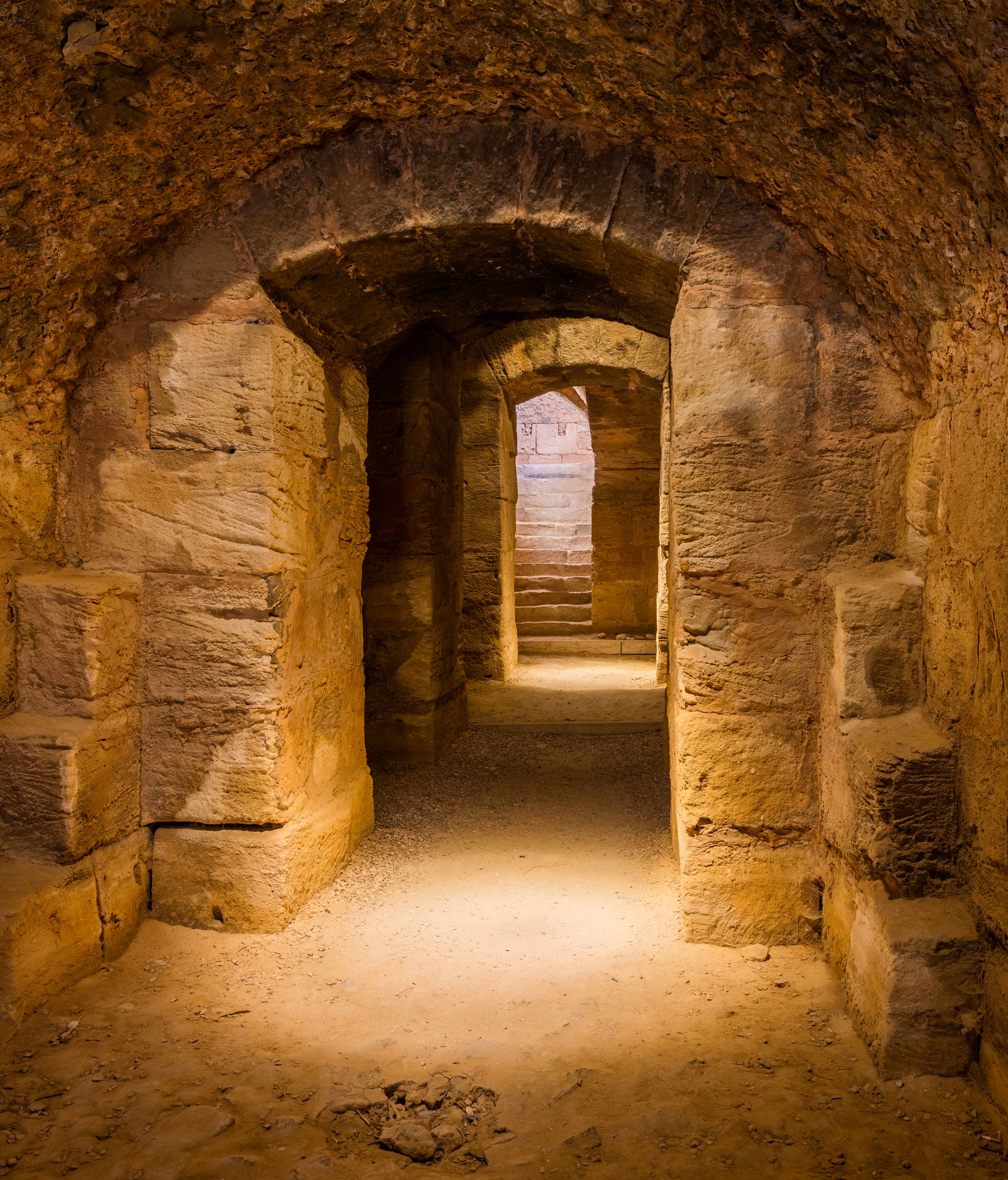
Hipogeo
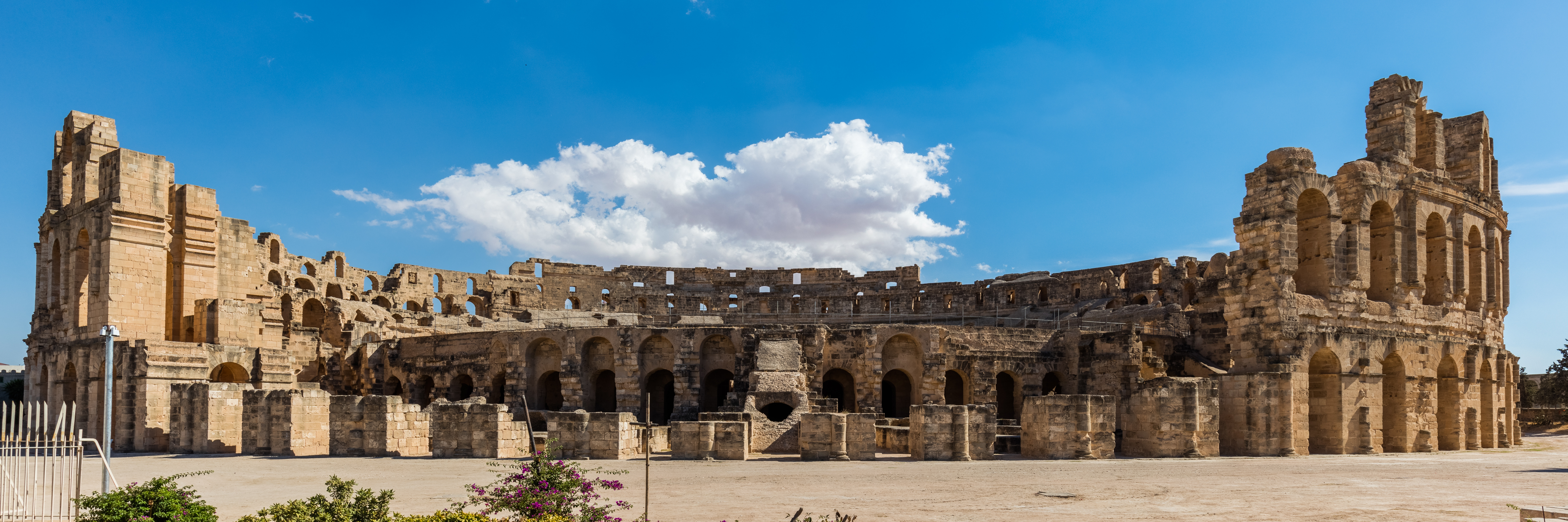
Estructura de la fachada
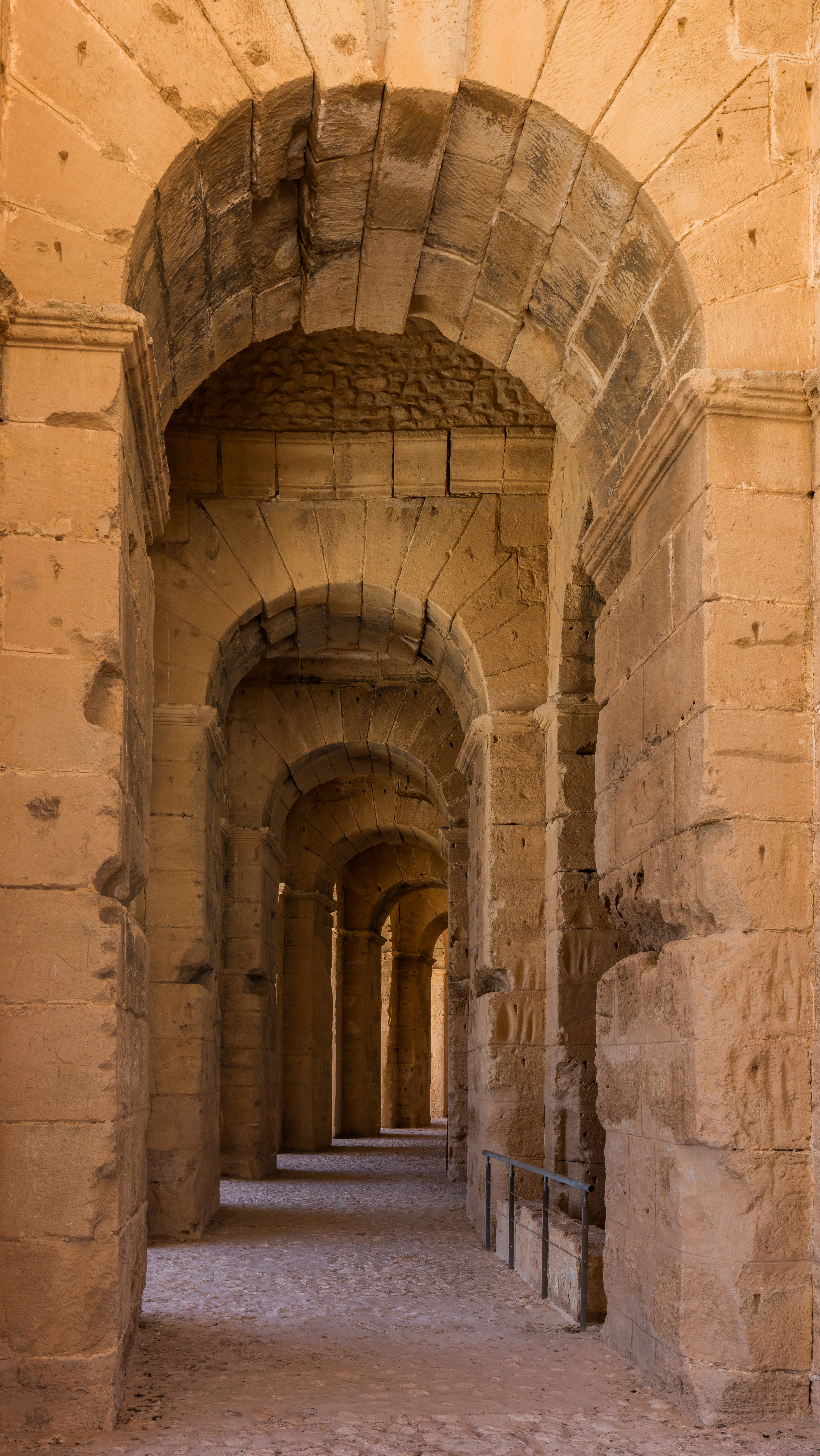
Corredores interiores

## Los juegos en el anfiteatro de Thysdrus

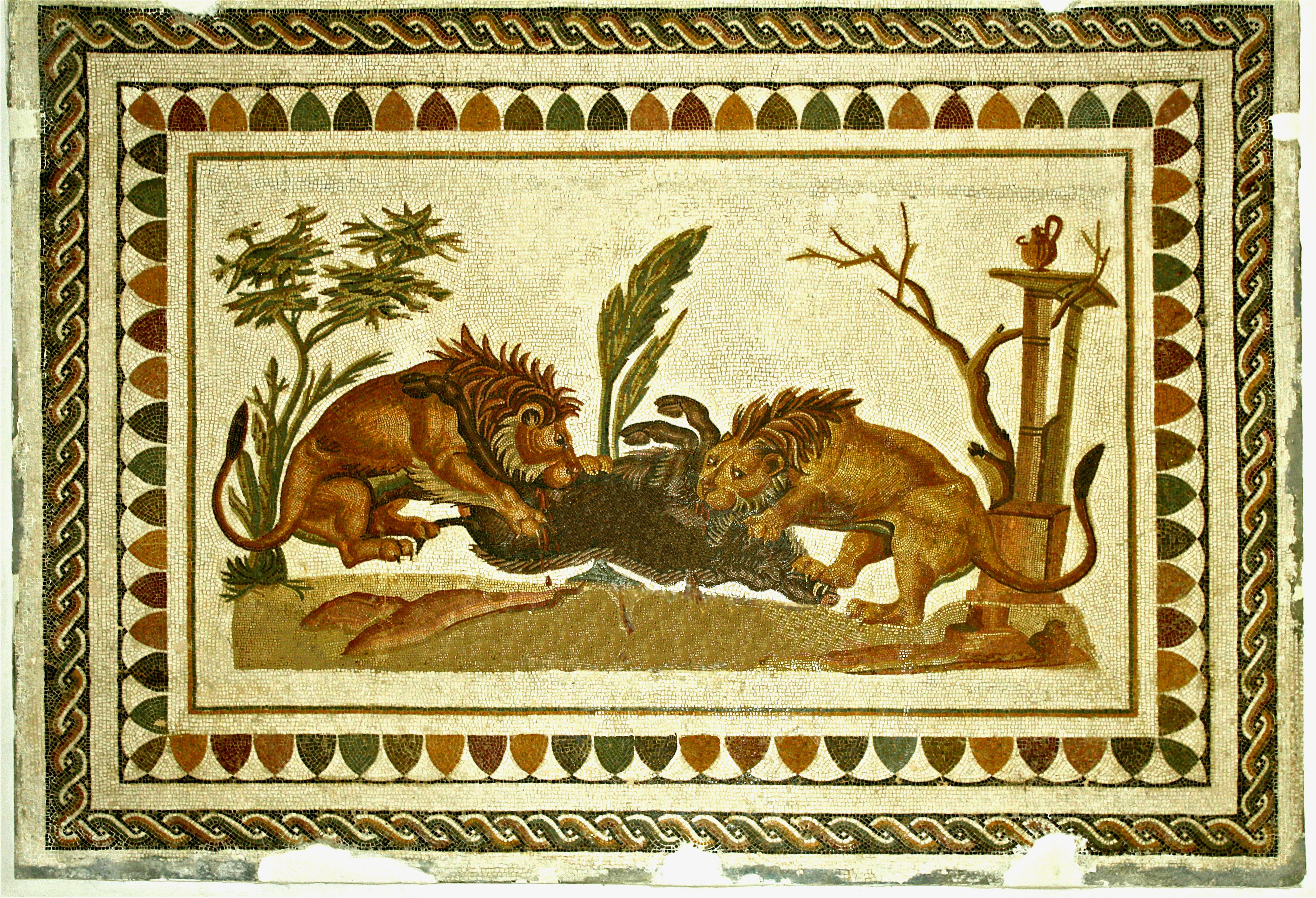
Leones devorando un jabalí, mosaico que muestra la lucha entre animales expuesto en el Museo Arqueológico de El Djem, 2.30x1.60 metros, mediados del.

Además de los anfiteatros, la ciudad contaba con un teatro y un circo, que en la actualidad todavía no han sido excavados. El carácter monumental de la ciudad permitía el desarrollo del ocio según el estilo de vida romano. Los arqueólogos han encontrado numerosas representaciones de los juegos de anfiteatro en las viviendas privadas, en particular en los mosaicos. Para Hédi Slim, los tres anfiteatros de Thysdrus atestiguan un «entusiasmo permanente por los juegos». Aunque la presencia de una comunidad italiana permitiría explicar la aparición en época muy temprana de un monumento de tales características en este lugar, la afición por los ludi de la población local pudo haberse expresado en concreto mediante el gusto por ciertos tipos de espectáculos, en particular los llamados venatio, que enfrentaban a animales salvajes, y en menor medida a través de las exhibiciones donde participaban gladiadores. Los animales aparecen como elementos muy detallados y también en ocasiones como tema principal. En la Casa de la procesión dionisíaca se descubrieron dos mosaicos que representan combates de fieras: Leones devorando un jabalí y Tigre atacando a unos onagros.
Las reproducciones de caza podrían ser asimismo simples simulaciones de captura de animales salvajes, con las manos de los supuestos cazadores como arma imaginaria. El anfiteatro podría igualmente haber servido como lugar de tortura de los condenados a muerte abandonados a las fieras, como muestra un mosaico del Museo Arqueológico de El Djem.

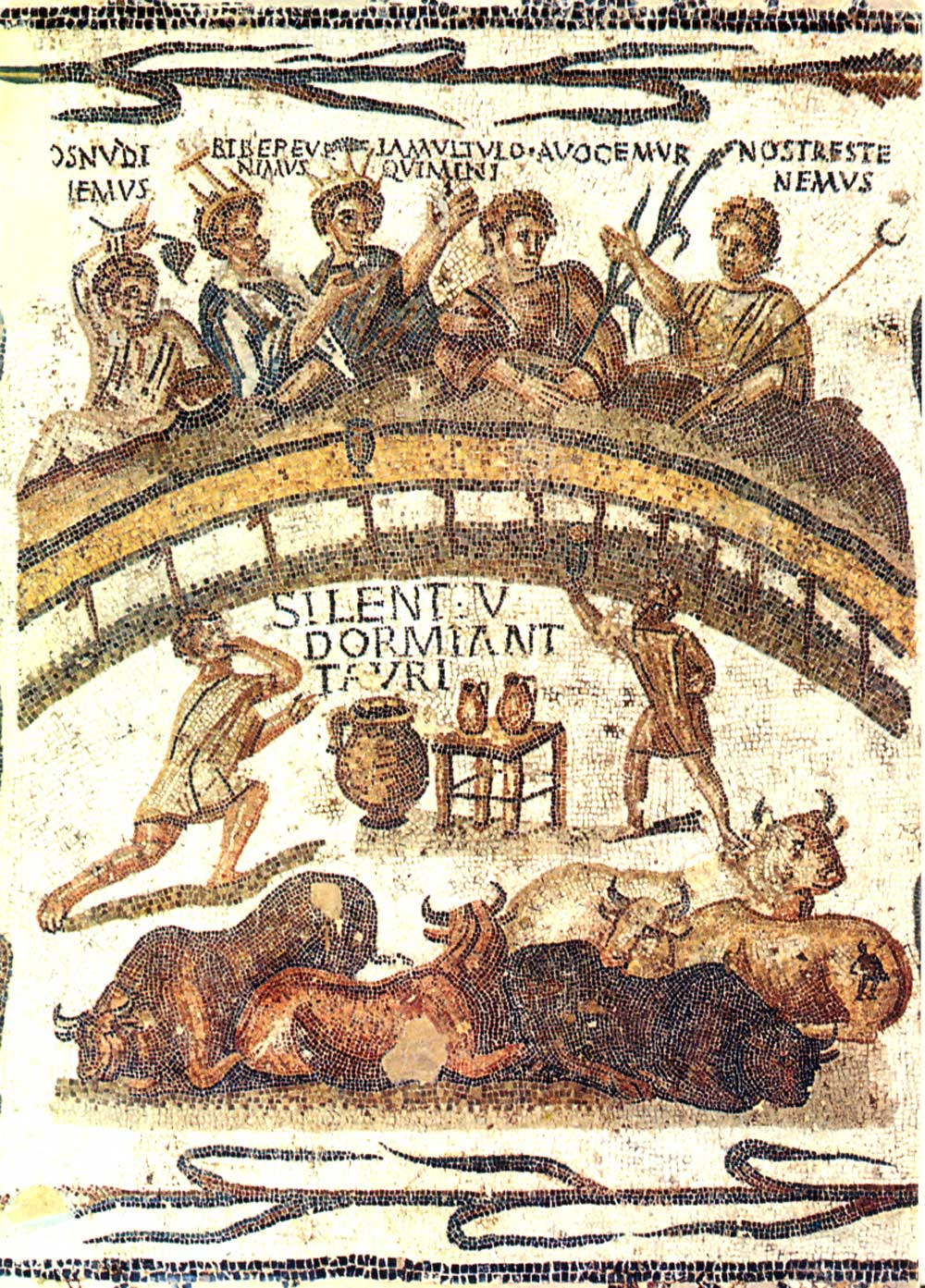
Bestiario de celebración en la arena o Silentiu(m) dormiant tauri, Museo Nacional del Bardo.

El gran anfiteatro no se empleó para la organización de naumaquias, debido a la dificultad de abastecimiento de agua en la región y a la falta de estanqueidad, sin la cual estos espectáculos podrían haber resultado peligrosos para el edificio. Los juegos permitieron desarrollar diversas asociaciones profesionales en la ciudad de Thysdrus llamadas sodalidades, que disponían de animales en propiedad a disposición de los organizadores a cambio de una remuneración económica. Un problema de competencia de este tipo pudo haber generado tensiones en la antigua villa. En el mosaico denominado Bestiario de celebración en la arena, fechado en el siglo III y expuesto en el Museo Nacional del Bardo, se muestran estas sodalidades. Los invitados están situados alrededor de una mesa y delante de ellos se ubican otros personajes que probablemente son sirvientes, uno de los cuales dice: Silentiu(m) dormant tauri («¡Silencio! Los toros duermen»). Los toros yacen acostados en primer plano y los invitados sostienen diversos símbolos. La discusión es bulliciosa y provoca que algunos toros, que también tienen símbolos en sus grupas, se despierten.

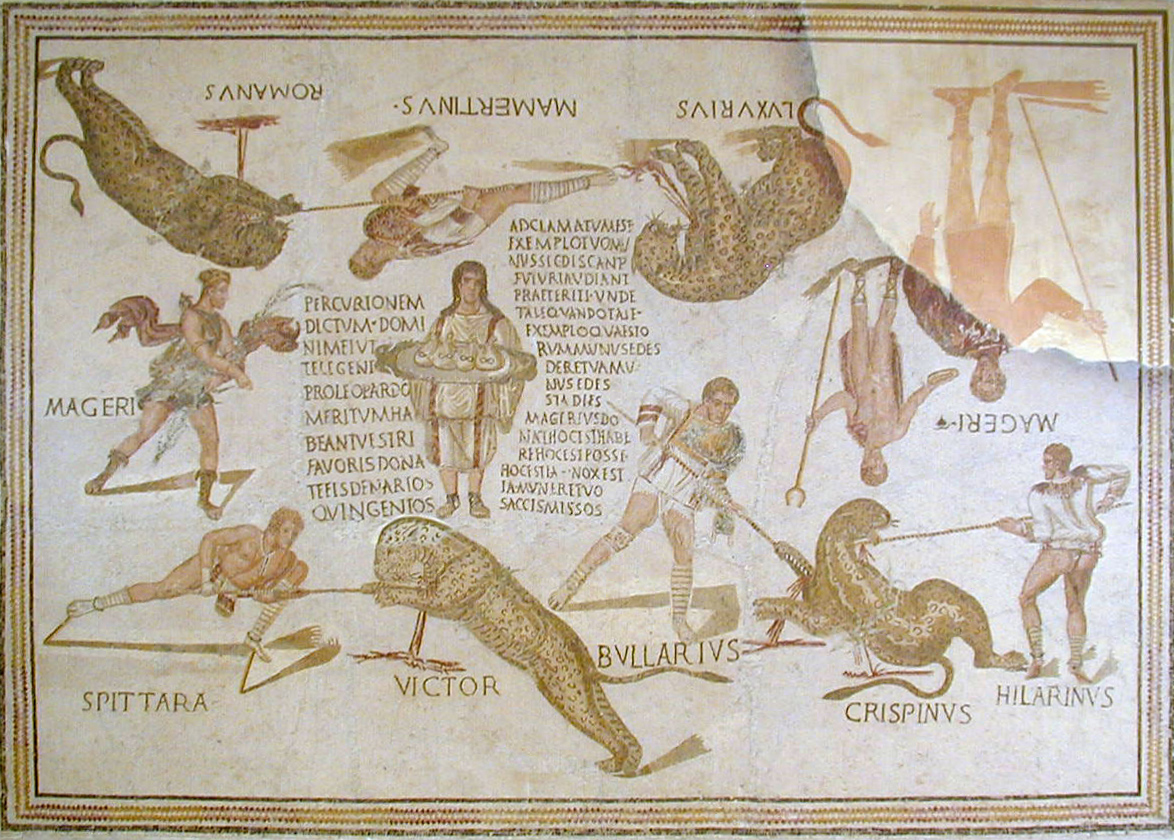
Mosaico de la caza en el anfiteatro o Mosaico de Magerio, hallado en Smirat y conservado en el Museo Arqueológico de Susa, con escenas de combates entre hombres y animales, 225-250 d. C.

El Mosaico de la caza en el anfiteatro de Smirat, datado de los años 235-250 (o incluso entre 240-250 según Azedine Beschaouch), es un documento excepcional sobre el mismo tema. Representa a dos cazadores en el momento en que cuatro leopardos caen abatidos, mientras que un texto explica que el momento final del espectáculo es el del pago de la fiesta. Un heraldo pide 500 denarios por leopardo para que un personaje llamado Magerio los pague tras haber sido solicitado por la muchedumbre. Este desembolsa el doble de la suma pedida, es decir, 4000 denarios. Este evergetismo atestigua en cierta forma una práctica similar a lo que ocurría en Roma durante los juegos cuestorios. El dinero se pagaba a los Telegenii, un grupo organizador conocido como sodalidad por otros documentos, que tenían como símbolo una media luna sobre una vara, representado en el mosaico, y a Dioniso como divinidad protectora.
Otras sodalidades ejercían su actividad en el África romana, con diversos emblemas y divinidades tutelares. Constituían una sociedad compleja, donde además de su papel como organizadores de espectáculos también gestionaban exequias y otras funciones económicas como exportadores de aceite de oliva, armadores u otras actividades lucrativas.

## Galería de imágenes

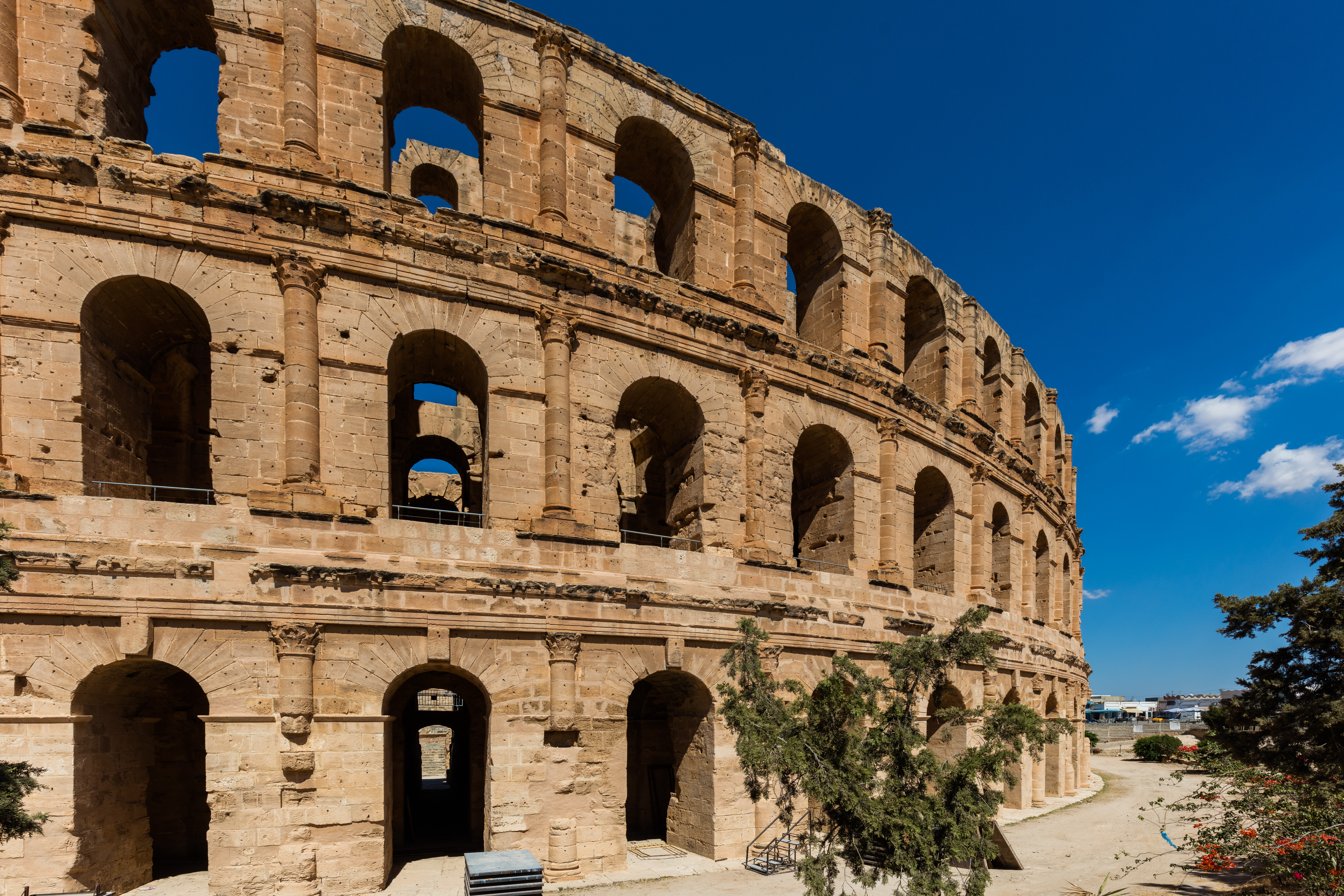
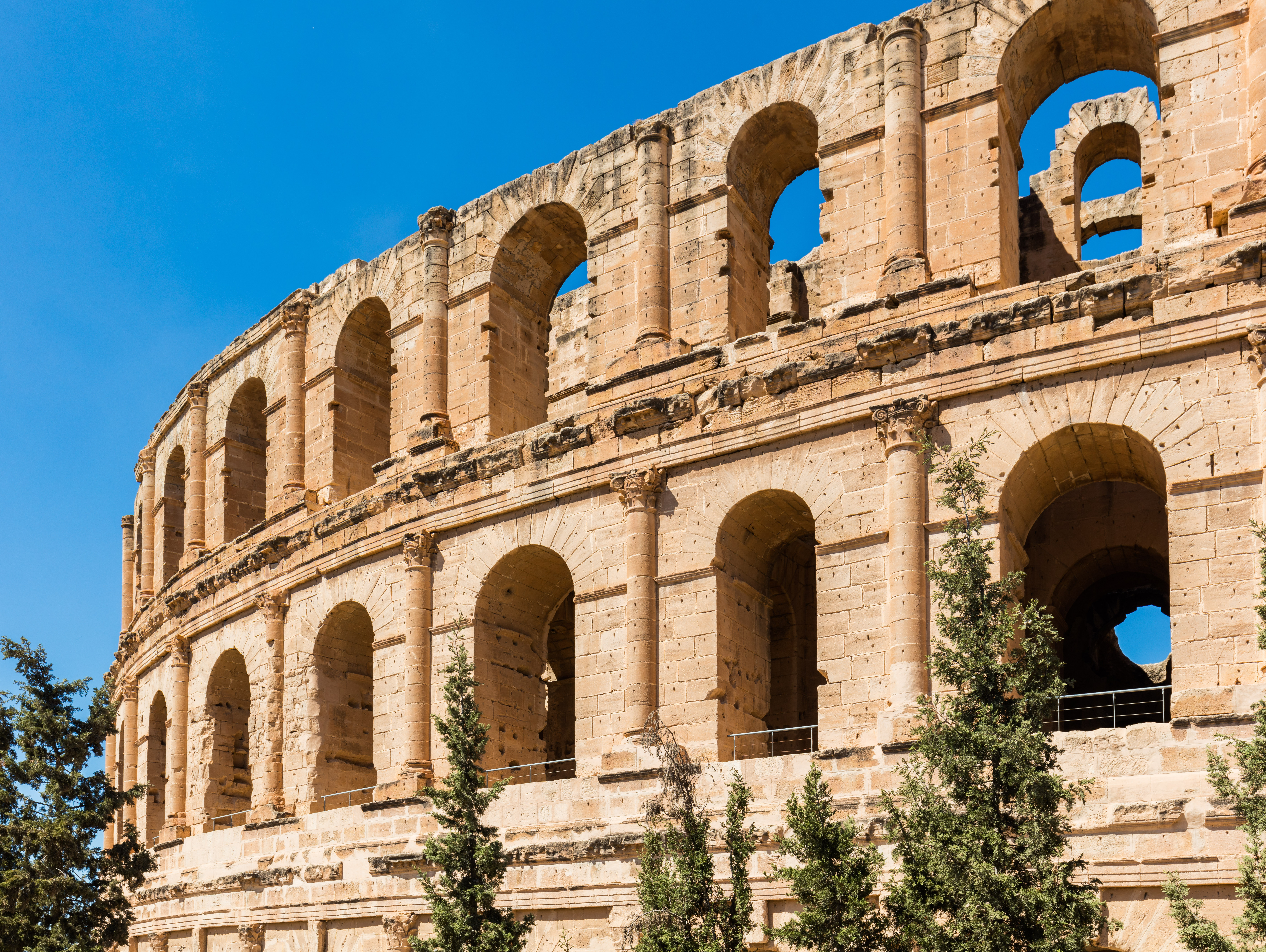
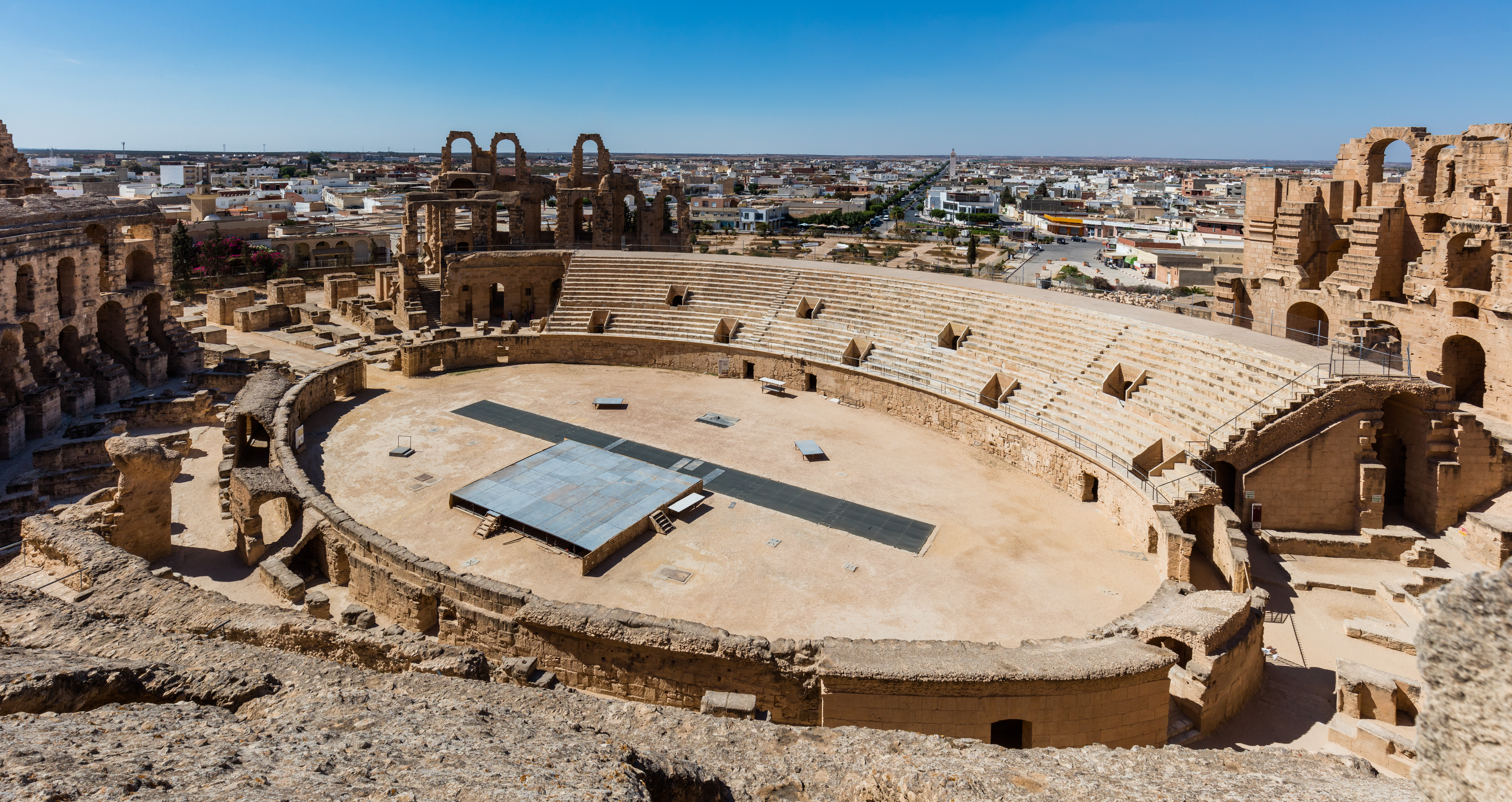
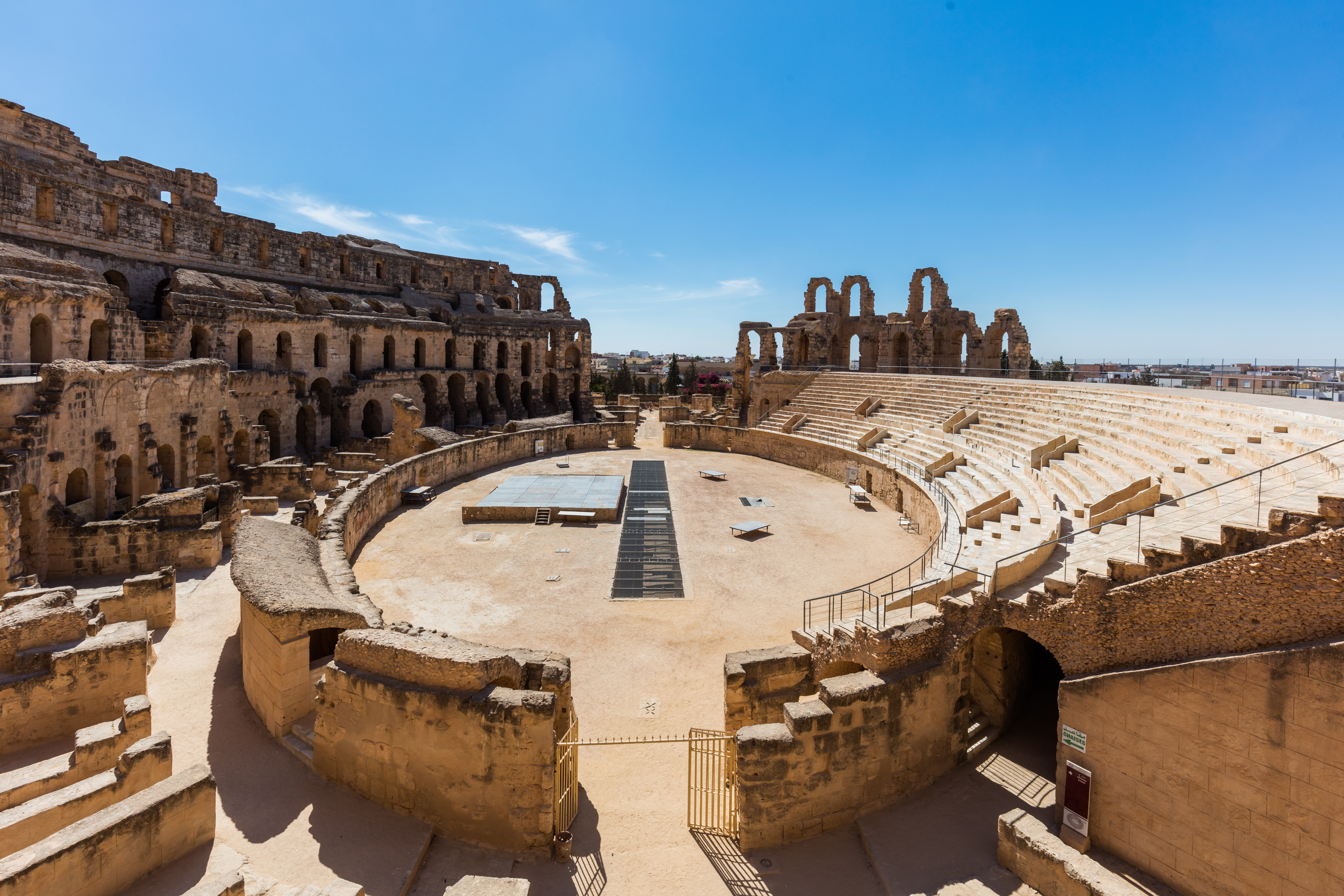
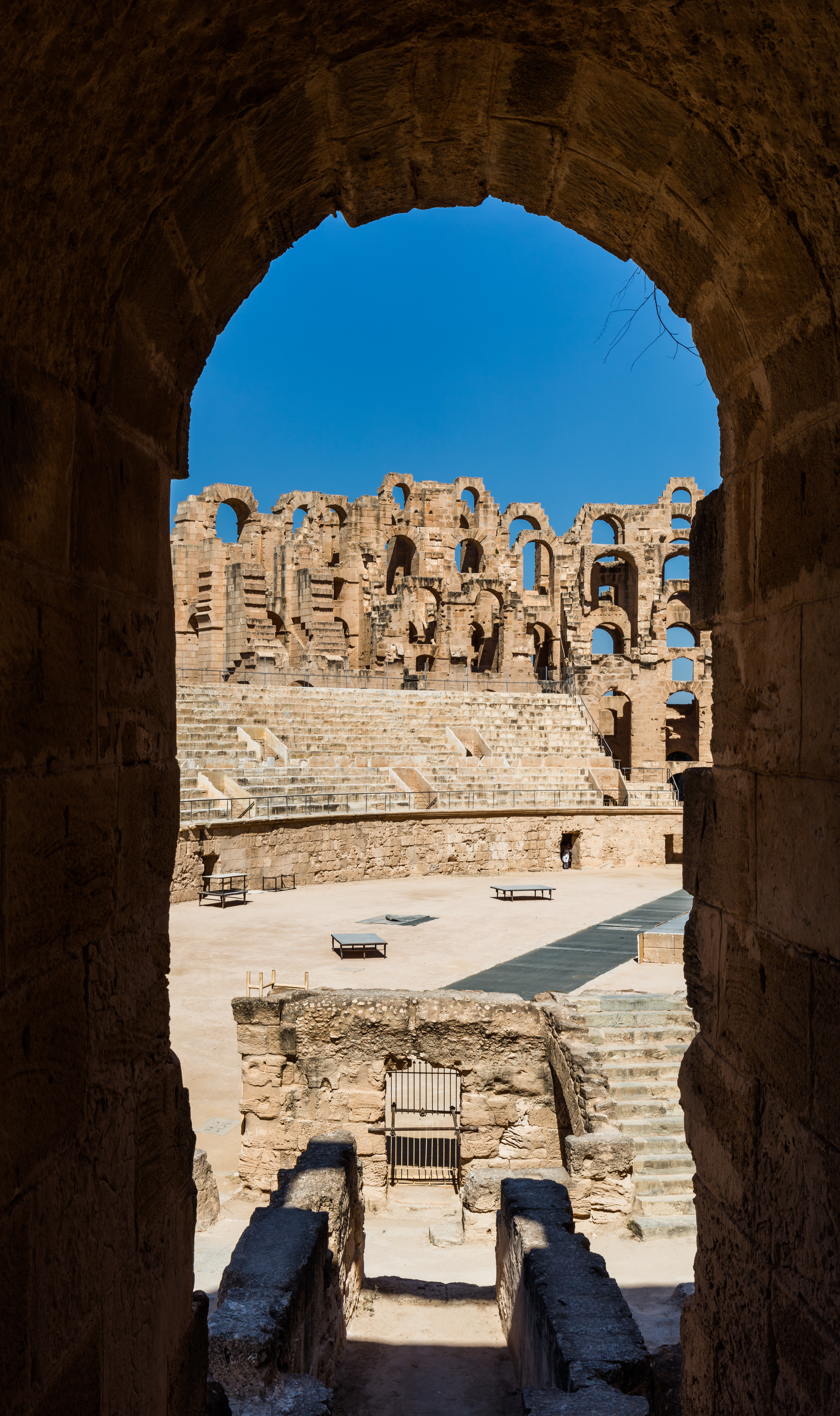
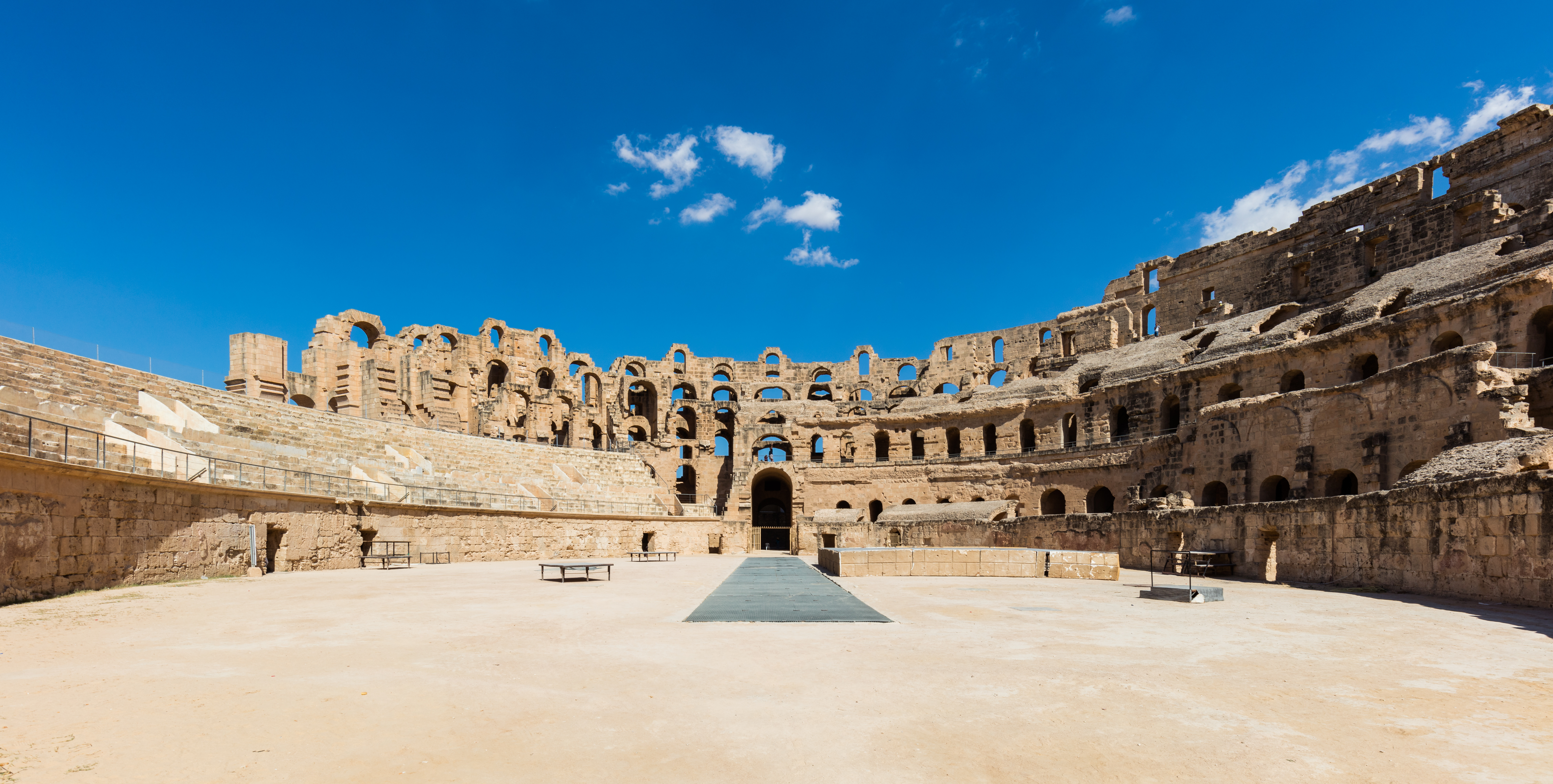
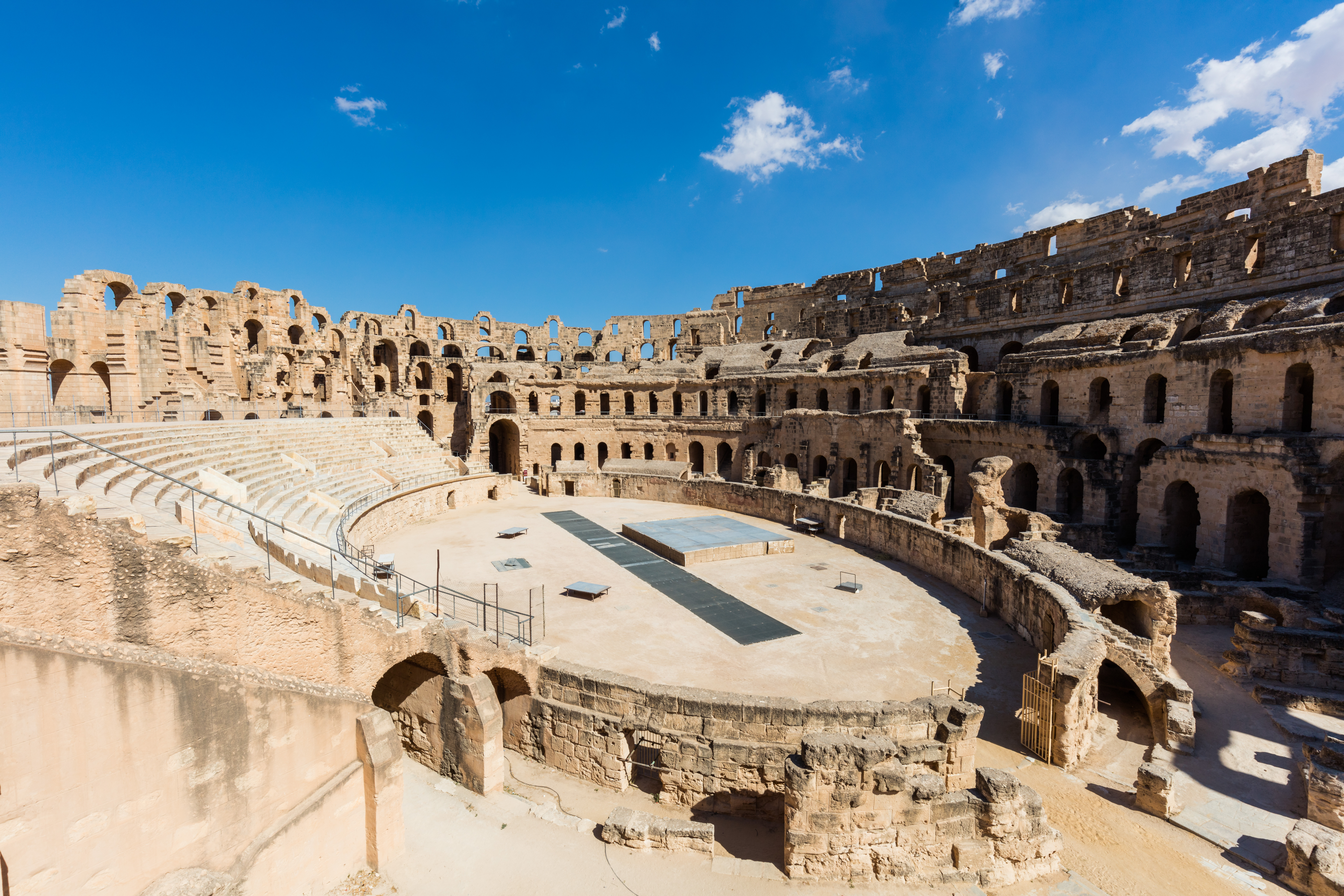
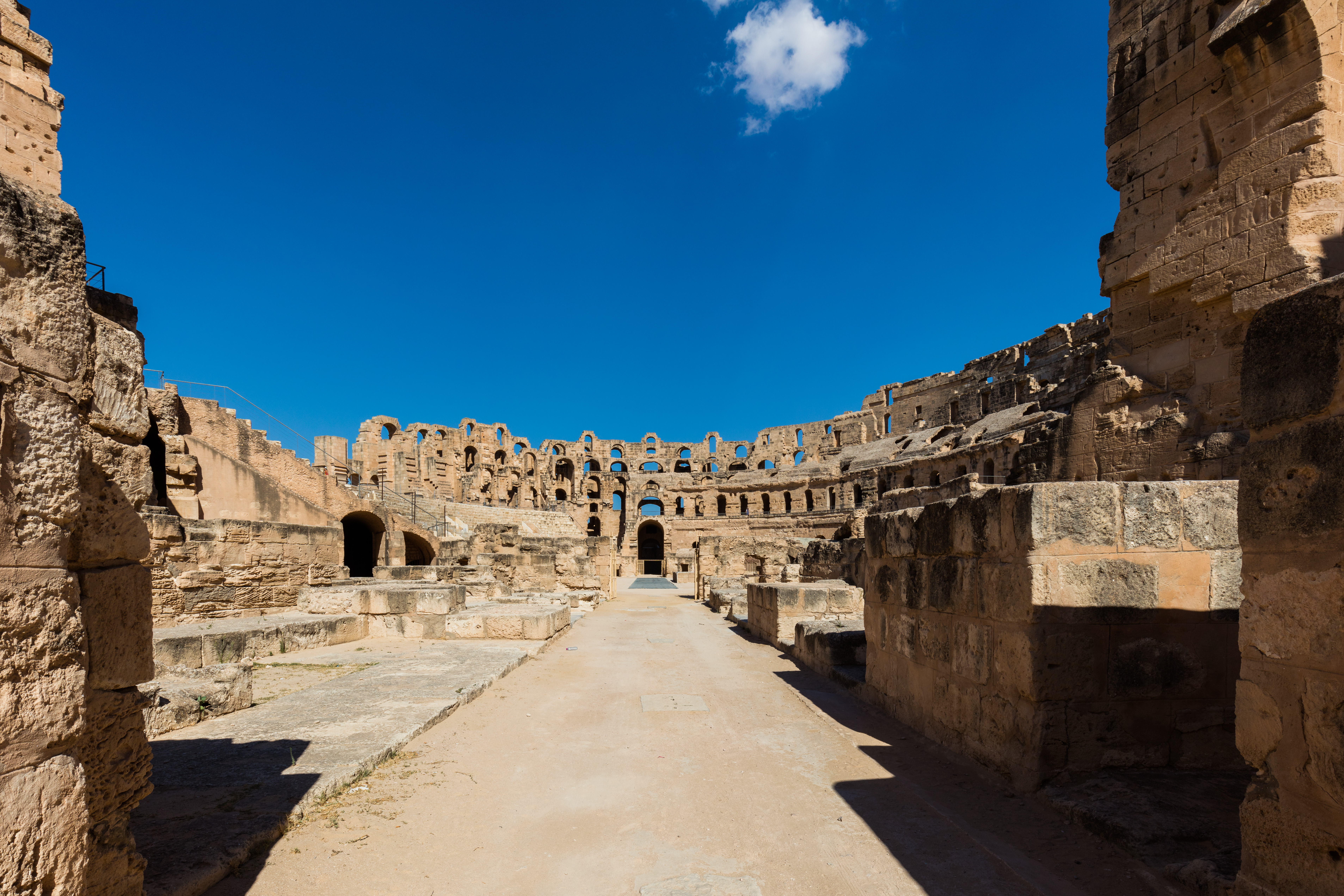